# 股票市场
股票市場（英語：stock market）指股票发行、买卖、交易的市场。是證券市場的一部分。

## 历史
1602年，荷蘭人開始在阿姆斯特河橋上買賣荷兰东印度公司股票，這是全世界第一支公開交易的股票，而阿姆斯特河大橋則是世界最早的股票交易所。在那裏擠滿了等著與股票經紀人交易的投資人，甚至需要警察来維持秩序。
1773年，英国的第一家证券交易所在伦敦的乔纳森咖啡馆成立，1802年，该证券交易所获得英国政府的正式批准，该证券交易所后来发展成了现在的伦敦证券交易所。

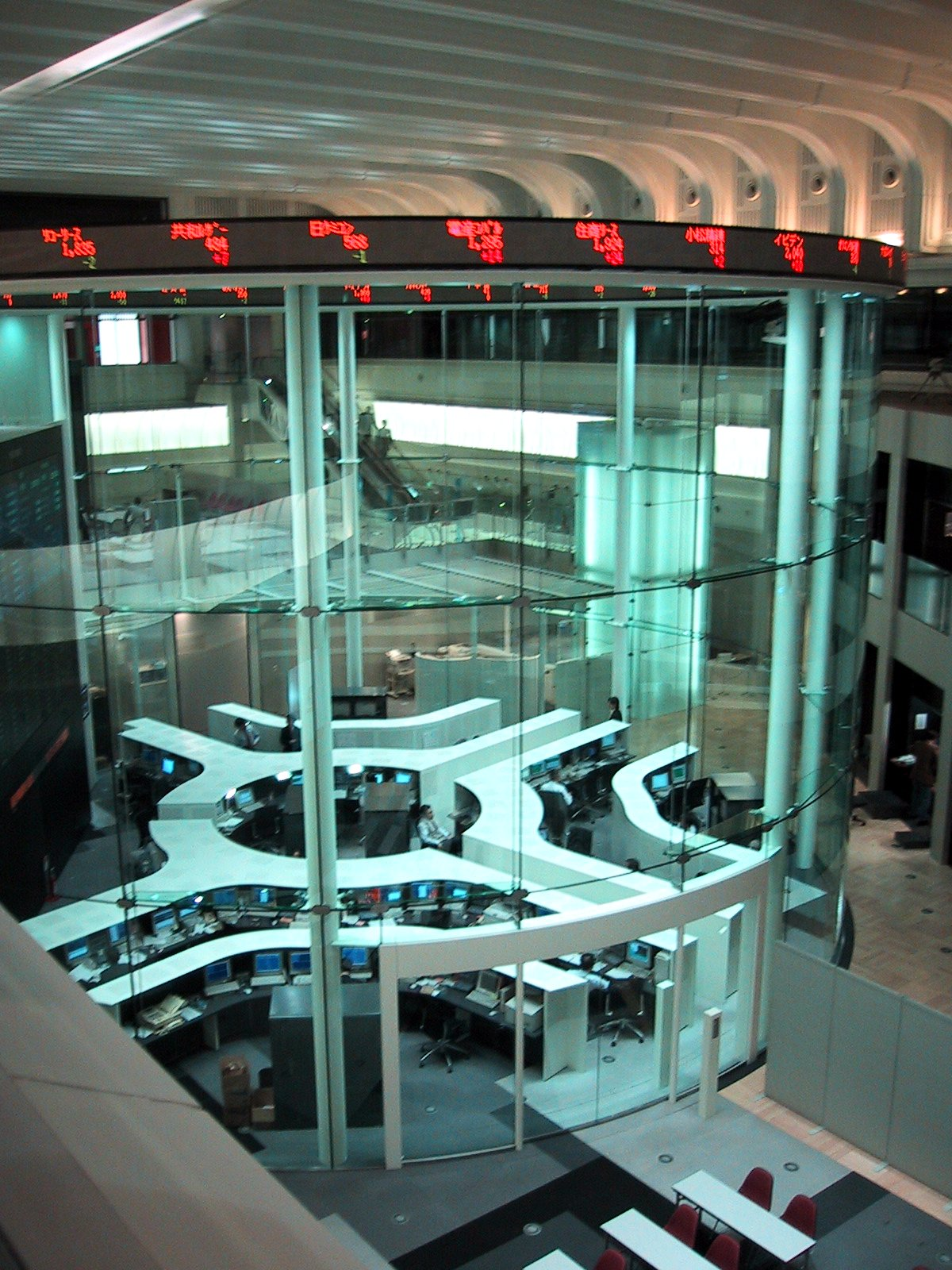
2007年東京證交所上市公司總值超過四兆美金

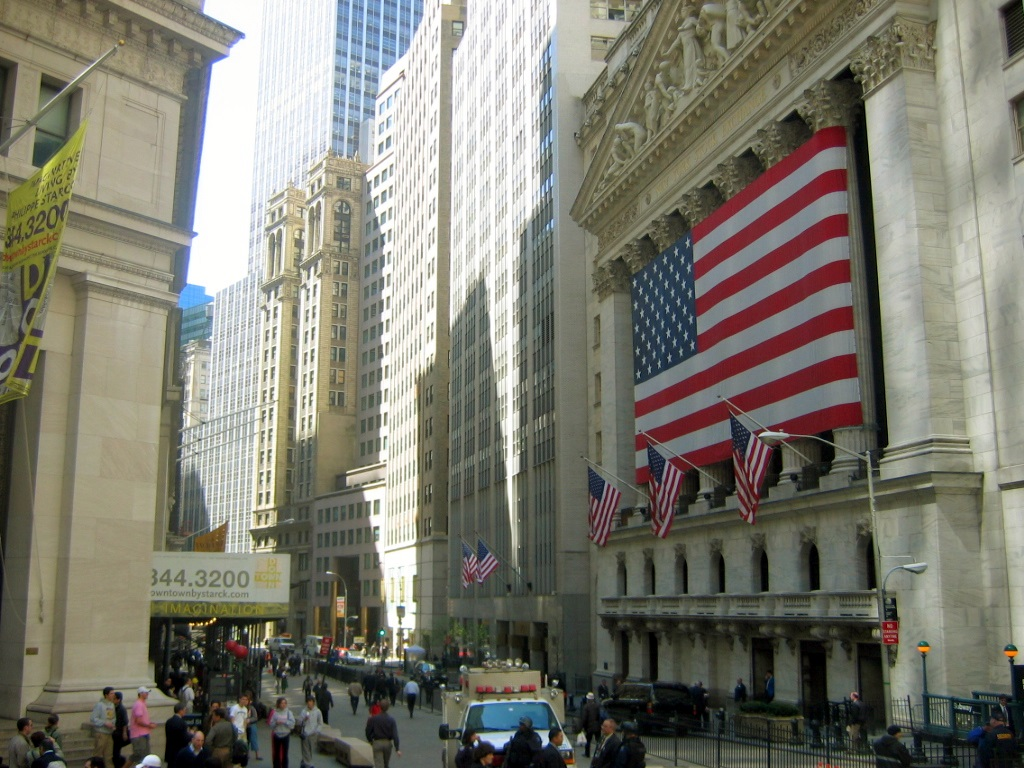
美國的紐約證交所

1790年，美国成立了自己的第一家证券交易所——费城证券交易所。1792年5月17日，24个证券经纪人在纽约华尔街68号外一棵梧桐树下签署了《梧桐树协议》，1817年3月8日这个组织起草了一项章程，并把名字更改为纽约证券交易委员会，1863年改为纽约证券交易所。
20世纪20年代末至30年代，经济大萧条爆发，全世界的股票市场呈现萎靡不振的状态，第二次世界大战结束至20世纪60年代，全世界的股票市场开始了复苏阶段，从20世纪70年代至今，全世界的股票市场出现高度繁荣的局面，不仅股票市场的规模大为扩大，股票交易的次数也日趋活跃。

## 功能

### 积聚资本
通过发行股票，资本从投资者手中流入上市公司。

### 转让资本
股票市场为股票的流通提供了场所。

### 转化资本
股票市场使非资本的货币资金转化为了生产资本。

## 分类

### 集中市場
集中市場（英語：Stock Exchange Market）是指上市股票在证券交易所以集中公開競價方式进行交易的方式，集中市場的交易商品均為標準化，而競價的方式則有電腦自動撮合與人工撮合兩種，例如台灣的證券交易所就是利用電腦自動交易，而美國的纽约证券交易所則是由經紀人在場內走動叫喊來尋找最佳買賣主。

### 店頭市場
店頭市場（英語：Over-the-counter）是指證券在證券商的營業櫃檯以議價方式進行的交易行為，又稱為「柜台买卖」。店頭市場也稱「櫃檯買賣市場」。
以臺灣的店頭市場交易為例，臺灣的店頭市場以1,000股為成交單位，股價的漲跌幅限制為當天參考價格上下10％(2015/6/1修)，涨跌限制幅度与臺灣的集中市場相同。
- 上櫃股票

公開發行公司申請將其所發行的證券（包括股票與公司債）在證券商營業處所買賣者稱為上櫃申請，經核准可以在證券商營業處所為櫃檯買賣的股票稱為上櫃股票，也就是說可以在櫃檯買賣市場發行與流通的股票叫做上櫃股票。
- 興櫃股票

1. 為了讓已申報上市（櫃）之公開發行公司的普通股股票在還沒有掛牌交易之前，能有合法、安全及透明的交易市場，臺灣股票櫃檯買賣市場制定「興櫃股票制度」，讓申請為興櫃股票的公司，投資人在作交易時，可直接與推薦券商議價交易，或者為推薦證券商先行報價，在投資人參考其報價後，透過證券經紀商與推薦券商「議價」交易。[3]
2. 以臺灣的店頭市場交易為例，興櫃股票的交易時間為上午9時至下午3時，且無漲跌停幅度限制。[3]

## 投資人之類別
參與證券市場之投資人，大至可分為國內外自然人(個人投資人)與法人。依據投資金額之大小，自然人可分為散戶、中實戶、大戶或公司大股東等。法人方面，於台灣地區，則主要有證券自營商、投信公司及外資法人(如國外投資機構及境外基金)，合稱三大法人。投資人將新台幣500萬元以上之資產委託與代客操作業者(投資信託、投資顧問、信託業或證券商)，由專業經理人操作，於台灣地區，被稱為第四大法人。台灣政府於股市大盤指數大幅走跌時，介入股市以降低大盤指數跌幅，而由政府操作之國家安定基金與政府四大基金(郵匯儲金、公務員退休撫恤基金、勞工退休基金及勞工保險基金)，亦為參與證券市場之法人投資人。:50

## 分析方法

### 技术分析
技术分析是以预测市场价格变化的未来趋势为目的，通过分析历史图表对市场价格的运动进行分析的一种方法。股票技术分析是证券投资市场中普遍应用的一种分析方法。

### 基本分析
基本分析法通过对决定股票内在价值和影响股票价格的宏观经济形势、行业状况、公司经营状况等进行分析，评估股票的投资价值和合理价值，与股票市场价进行比较，相应形成买卖的建议。

### 价量分析
价量分析是通过分析股票的成交价与成交量来观察股票成交的频率，从而预测股票未来的变化与趋势，以便可以提早做出决策。价量分析技术是近期在证券投资市场中崛起的一种分析方法。

### 演化分析
演化分析是以演化证券学理论为基础，将股市波动的生命运动特性作为主要研究对象，从股市的代谢性、趋利性、适应性、可塑性、应激性、变异性和节律性等方面入手，对市场波动方向与空间进行动态跟踪研究，为股票交易决策提供机会和风险评估的方法总和。

## 文化
- 1720年，物理學家牛頓投資過南海股票，虧了2萬英鎊，事後他感慨地說：“我能計算出天體運行的軌迹，却難以預料到人們的瘋狂。”
- 美國小說家马克·吐温在短篇小說《傻頭傻腦威爾遜的悲劇》中借主人公威爾遜之口說出一句名言：“十月，這是炒股最危險的月份；其他危險的月份有七月、一月、九月，四月、十一月、五月、三月、六月、十二月、八月和二月。”